# Jochen Matschke
Jochen Matschke (* 1985 in Berlin) ist ein deutscher Schauspieler.

## Leben
Jochen Matschke war zwischen 2000 und 2007 zunächst als Tennisspieler aktiv und spielte als Profi in der 1. Tennis-Bundesliga. Er erreichte 2004 mit Rang 897 in der Tennisweltrangliste seine beste Platzierung. Neben der Schauspielerei arbeitet er mittlerweile als Tennistrainer in Süddeutschland.
Matschke studierte von 2010 bis 2012 Schauspiel an der New York Film Academy – School of Film and Acting. In den Vereinigten Staaten spielte er auch Theater in Los Angeles. Nach seiner Rückkehr nach Deutschland setzte er seine Schauspielausbildung am Filmschauspiel-Studio Lene Beyer fort.
Seit 2013 arbeitet Matschke als Schauspieler für Film und Fernsehen. Seine Filmkarriere begann mit der Mitwirkung in einigen Kurz- und Hochschulfilmen (u. a. an der Seite von Martin Umbach); später kamen dann Fernsehrollen hinzu. Er hatte zunächst mehrere Episodenrollen in Fernsehserien und Fernsehreihen.
In der 4. Staffel der Fernsehserie Heiter bis tödlich: Hubert und Staller (2015) war in einer Episodennebenrolle als Bruder des Mordopfers, der im Fitness-Studios seines Bruders als Bodybuilder trainierte und illegale Dopingmittel einnahm, zu sehen. In der ZDF-Krimiserie SOKO München (2015) folgte, an der Seite von Daniela März, eine weitere Episodennebenrolle zu sehen, als Shooting-Star der veganen Kochkunst in München. In der 2. Staffel der Serie In aller Freundschaft – Die jungen Ärzte (2016) war Matschke in seiner ersten Episodenhauptrolle zu sehen. Er spielte einen Patienten, der nach einem schweren Unfall in die Notaufnahme des Erfurter Klinikums eingeliefert wird und der aufgrund seiner schlimmen Verletzungen im Gesicht panische Angst davor hat, für immer entstellt zu sein.
Von Dezember 2016 (Folge 751) bis März 2018 (Folge 804) war Matschke in der Serie In aller Freundschaft in mehreren Folgen in einer wiederkehrenden Serienrolle zu sehen. Er spielte den „charmanten“ und „attraktiven“ IT-Techniker Felix Sonntag, der der Verwaltungschefin Sarah Marquardt (Alexa Maria Surholt) zunächst hilft, einen Virus im Kliniknetzwerk zu entfernen und dann ihr Liebhaber wird.
Im Sommer und Herbst 2016 stand Matschke für weitere ZDF-Produktionen (Der Alte, Lena Lorenz) vor der Kamera, deren Erstausstrahlung im März und April 2017 erfolgte. In dem Fernsehfilm Lena Lorenz – Wunsch und Wirklichkeit, in dem er in einer Episodenhauptrolle zu sehen war, spielte er, seinem aus In aller Freundschaft bekannten Rollentypus folgend, den aus Hamburg stammenden „charmanten“ und „äußerst attraktiven“ Bergkletterer Oscar Schwarz. In der 44. Staffel der ZDF-Serie SOKO München (2019) übernahm Matschke eine der Episodenhauptrollen als tatverdächtiger Hofladenbesitzer und Sohn einer getöteten frommen Küsterin. In der TV-Komödie Zum Glück gibt’s Schreiner (2020) spielte er, an der Seite von Henriette Richter-Röhl und Thekla Carola Wied, die männliche Hauptrolle, den Schreinermeister Mike Müller, für die er als „echte Entdeckung“ positive Kritiken erhielt. Im 12. Film der ZDF-Krimireihe Friesland mit dem Titel Friesland: Haifischbecken, der im Januar 2021 erstausgestrahlt wurde, spielte Matschke eine Hauptrolle als tatverdächtiger Leeraner Start-up-Gründer Malte Tillich. In dem ZDF-„Herzkino“-Fernsehfilm Alice im Weihnachtsland (2021) war Matschke in der männlichen Hauptrolle des verwitweten alleinerziehenden Allgäuer Kochs Jakob Huber zu sehen. In der 16. Staffel der ZDF-Serie Der Bergdoktor (2023) übernahm er eine dramatische Episodenhauptrolle als alleinerziehender, sportbegeisterter Vater eines übergewichtigen Jungen.
Matschke ist Mitglied im Bundesverband Schauspiel (BFFS). Er lebt in München.

## Filmografie (Auswahl)
- 2013: Zone (Kurzspielfilm)
- 2013: Herzdame (Kurzspielfilm; HFF München)
- 2015: Zwischen den Zeilen (Kurzspielfilm)
- 2015: Heiter bis tödlich: Hubert und Staller (Fernsehserie; Folge: Fit in den Tod)
- 2015: SOKO München (Fernsehserie; Folge: Der Weg der Leber)
- 2016: In aller Freundschaft – Die jungen Ärzte (Fernsehserie; Folge: Gesichtsverlust)
- 2016–2018: In aller Freundschaft (Fernsehserie)
- 2017: Der Alte (Fernsehserie; Folge 407: Der letzte Tanz)
- 2017: Lena Lorenz (Fernsehreihe; Folge: Wunsch und Wirklichkeit)
- 2018: Safari – Match Me If You Can
- 2019: SOKO München (Fernsehserie; Folge: Madonna von Garming)
- 2020: Zum Glück gibt’s Schreiner (Fernsehfilm)
- 2021: Friesland: Haifischbecken (Fernsehreihe)
- 2021: München Mord: Der Letzte seiner Art (Fernsehreihe)
- 2021: Alice im Weihnachtsland (Fernsehfilm)
- 2022: Einsatz in den Alpen – Der Armbrustkiller (Fernsehfilm)
- 2022: Die Glücksspieler (Fernsehserie)
- 2022: SOKO Stuttgart (Fernsehserie; Folge: Tod im Turm)
- 2022: Hubert ohne Staller (Fernsehserie; Folge: Mord mit 1600 Umdrehungen)
- 2023: Der Bergdoktor (Fernsehserie; Folge: Eine schwere Last)
- 2024: SOKO Stuttgart (Fernsehserie; Folge: Schrotti funkt)